# 傅耀泉
傅耀泉（1963年11月—），浙江绍兴人，中国人民解放军海军中将。
2000年任海军杭州舰副政委。曾任海军东海舰队训练基地政治委员，海军东海舰队驱逐舰第3支队政治委员。2014年9月，任海军东海舰队政治部副主任、中国海军亚丁湾第17批护航编队政治委员。2014年12月任大连舰艇学院政治委员。2017年，升任南海舰队政治工作部主任。2020年9月，升任北海舰队政治委员。
2016年5月晋升海军少将军衔，2020年9月晋升海军中将军衔。